# Harry Haraldsen
Olaf Harry Haraldsen (* 19. November 1911 in Rjukan; † 28. Mai 1966 in Oslo) war ein norwegischer Eisschnellläufer und Bahnradsportler.

## Werdegang
Haraldsen, der für den Cykleklubben Hero aus Oslo und den Oslo Skøiteklub startete, errang im Jahr 1934 bei der Eisschnelllauf-Mehrkampfweltmeisterschaft in Helsinki den 14. Platz und bei der norwegischen Meisterschaft den fünften Platz. Im folgenden Jahr wurde er bei der Eisschnelllauf-Mehrkampfeuropameisterschaft in Helsinki Siebter und bei der Eisschnelllauf-Mehrkampfweltmeisterschaft in Oslo Vierter. In der Saison 1935/36 belegte er bei der norwegischen Meisterschaft den fünften Platz und holte bei der Eisschnelllauf-Mehrkampfeuropameisterschaft 1936 in Oslo die Bronzemedaille. Beim Saisonhöhepunkt, den Olympischen Winterspielen 1936 in Garmisch-Partenkirchen, lief er auf den 34. Platz über 500 m und auf den siebten Rang über 1500 m. Im Sommer 1936 startete er bei den Olympischen Sommerspielen in Berlin im Bahnradfahren und errang dabei den 14. Platz im 1000-m-Zeitfahren. In den folgenden Jahren wurde er im Eisschnelllauf bei der norwegischen Meisterschaft 1937 Dritter und 1938 Zweiter. Bei der Eisschnelllauf-Mehrkampfeuropameisterschaft 1938 in Oslo holte er die Silbermedaille. Im Winter 1940 gewann er bei der inoffiziellen Eisschnelllauf-Mehrkampfweltmeisterschaft in Oslo die Silbermedaille und siegte bei der norwegischen Meisterschaft in Hamar im Mehrkampf.

## Persönliche Bestleistungen
| Disziplin | Zeit        | Datum           | Ort   |
| --------- | ----------- | --------------- | ----- |
| 500 m     | 42,9 s      | 5. Februar 1938 | Davos |
| 1500 m    | 2:15,7 min  | 27. Januar 1939 | Davos |
| 5000 m    | 8:34,9 min  | 19. Januar 1936 | Oslo  |
| 10000 m   | 17:54,5 min | 3. Februar 1940 | Oslo  |